# Myrabolia elongata
Myrabolia elongata – gatunek chrząszcza z rodziny Myraboliidae.
Gatunek ten opisany został po raz pierwszy w 2008 roku przez Wiolettę Tomaszewską i Adama Ślipińskiego na podstawie trzech okazów. Holotyp odłowiono w 1987 roku w Kioloi koło Batemans Bay.
Chrząszcz o silnie wydłużonym ciele długości od 2,36 do 2,83 mm, od 3,3 do 3,38 raza dłuższym niż szerokim. Oskórek porastają długie włoski. Ubarwiony jest jednolicie ciemnobrązowo. Głowa jest całkowicie prognatyczna. Czułki mają człony od czwartego do ósmego co najwyżej tak długie jak szerokie. Przedplecze ma równoległe, niemal proste, lekko zaokrąglone na przedzie i w tyle boki z drobnymi ząbkami i bardzo delikatnie karbowanymi listewkami. Długość przedplecza wynosi od 0,93 do 0,95 jego szerokości. Wierzchołek wyrostka przedpiersia jest silnie rozszerzony i ma lekko falistą przednią krawędź. Pokrywy są dwukrotnie dłuższe niż szerokie i mają delikatnie karbowane brzegi boczne na wysokości barków oraz mały ząbek w kątach przednich. Odległości między punktami w rzędach pokryw wynoszą od półtora- do dwukrotności ich średnicy. Odwłok nie wykazuje dymorfizmu płciowego w budowie pierwszego widocznego sternitu (wentrytu). Genitalia samca charakteryzują się bardzo długimi, niemal walcowatymi paramerami o gęstym oszczecinieniu.
Owad endemiczny dla Australii, znany z Nowej Południowej Walii i Australijskiego Terytorium Stołecznego. Osobniki dorosłe poławiano do pułapek w lutym i maju.